# Wolfgangskloster
Wolfgangskloster ist der Name folgender Klöster, die Wolfgang von Regensburg geweiht sind:
- Kloster St. Wolfgang (Engen), ehemaliges Benediktinerinnenkloster in Engen im Hegau, heute städtisches Museum
- Kloster St. Wolfgang (Neuburg an der Donau), Barmherzige Brüder
- Kloster St. Wolfgang (Hanau), ehemaliges Servitenkloster, im 16. Jahrhundert aufgegeben, heute Ruine
- Kollegiatstift St. Wolfgang, keine Ordensgemeinschaften, 1803 aufgelöst, heute Pfarrkirche und Pfarrhof
- Franziskanerkloster Riedfeld (auch Kloster St. Wolfgang)

Siehe auch:
- Wolfgangskirche